# Ред и закон: Злочиначке намере (6. сезона)
Шеста сезона серије Ред и закон: Злочиначке намере је премијерно емитована на каналу НБЦ од 19. септембра 2006. године до 21. маја 2007. године и броји 22 епизоде. Ово је била последња сезона емитована на НБЦ-у.
Ова сезона серије је премијерно емитована на НБЦ-у у уторком у 21 час пред епизоде серије Ред и закон: Одељење за специјалне жртве. НБЦ је стекао права за Недељно вече фудбала за сезону 2006–07. Током својих првих шест емитовања серија се суочила са ЦБС-овом серијом Јединица и бејзболом на Фоксу. Крајем октобра, Фоксова хит серија Др. Хаус преселила се насупрот Злочиначких намера. Надало се да би серија могла да задржи друго место пошто је победила Јединицу, али то се није догодило.
Гледаност серије је претрпела нагли пад и редовно је завршавала на четвртом месту у свом термину. До краја сезоне, серија је имала најнижу гледаност икада на НБЦ-у, а епизоде "Крај игре" и "Обнова" су пребачене да се првобитно емитују понедељком увече.
Ово је последња сезона у којој је изворна хард рок тема коришћена у уводној шпици пре него што је прешла на брзу тему из сада већ неважеће повезане серије Ред и закон: Суђење пред поротом – што се подудара са пресељењем серије на САД Мрежу у јесен 2007.

## Промене глумачке поставе и екипе
Објављено је да Џејми Шериден жели да напусти глумачку поставпу на крају пете сезоне. Шериденов капетан Дикинс повлачи се из Одељења за тешка кривична дела почевши од епизоде "У пламену" уместо да се бори са завером да му се смести подстакнуту од стране бившег начелника Френка Адера (Мајкл Рисполи) кога су детективи ухапсили због убиства познанице и њеног мужа.
Кортни Б. Венс који је тумачилопомоћника окружног тужиоца Рона Карвера одлучио је да не обнови уговор на крају пете сезоне што је довело до тога да је његов лик исписан. Исто је било и са Анабелом Скјором која је тумачила ортакињу Мајка Логана детективку Барек. Нису били наведени разлози за Скјорин и Венсов одлазак.
Глумци Винсент Д'Онофрио, Кетрин Ерб и Крис Нот вратили су се у шесту сезону, а Ерик Богосијан придружио глумачкој постави као капетан Данијел Рос, Дикинсов наследник, код кога је све по пропису па је често долазио у сукоб са детективима Гореном и Логаном. Џулијан Николсон се такође придружила глумачкој постави као детективка Меган Вилер, заменивши Керолин Барек на месту Логанове ортакиње. Николсонова је привремено напустила серију да би на крају сезоне отишла на породиљско одсуство.
Директор серије Рене Балсер и извршни продуцент Фред Бернер напустили су серију на крају пете сезоне и вратили сае изворној серији Ред и закон којој је полако опадала гледаност. Злочиначке намере су предате Ворену Лајту, дугогодишњем службенику за исте. Под Лајтовим вођством серија је добила нови, мелодраматичнији тон.
„Ово су другачиј Злочиначке намере ове сезоне – за наше детективе ће бити политика и више у питању осећајно и лично“, каже Ворен Лајт, „Видећемо више прича опредељених на ликове јер желимо да ликовима дамо већу улогу у будућности како би се видео учинак и осетило колико овај посао узима полицајцима. Детектив Горен више неће увек бити најпаметнији момак у просторији."
Загонетни аспект серије је поједностављен у корист више личних прича које укључују детективе. На пример, Горен је издржао дугу борбу своје мајке са раком која је кулминирала њеном смрћу у епизоди "Крај игре". Такође, проблеми Логанове љутње често су долазили и одлазили у епизодама као што су „Малтешки крст“, „Флипер“ и „Обнова“.
Изглед серије и стил уређивања такође су се променили у настојању да се привуку гледаоци новије франшизе "Место злочина". Норберто Барба је заменио Фреда Бернера на месту извршног продуцента. Картице призора и звучни ефекат нису коришћени у овој сезони, а враћени су од девете сезоне.

## Улоге

### Главне
- Винсент Д'Онофрио као Роберт Горен (Епизоде 1, 3, 5-6, 8, 12-13, 15, 18-19, 21)
- Кетрин Ерб као Александра Имс (Епизоде 1, 3, 5-6, 8, 12-13, 15, 18-19, 21)
- Крис Нот као Мајк Логан (Епизоде 2, 4, 7, 9-11, 14, 16-17, 20, 22)
- Џулијан Николсон као Меган Вилер (Епизоде 2, 4, 7, 9-11, 14, 16-17, 20, 22)
- Ерик Богосијан као Дени Рос

### Епизодне
- Кетрин Ерб као Александра Имс (Епизода 22)

## Епизоде
| Бр. у серији | Бр. у сезони | Наслов               | Редитељ                             | Сценариста                                                                                | Премијерно емитовање | Прод. код | Бр. гледалаца (милиони) |
| --- | ------------ | -------------------- | ----------------------------------- | ----------------------------------------------------------------------------------------- | -------------------- | --------- | ----------------------- |
| 112 | 1            | "Слепа тачка"        | Ноберто Барба                       | Синопсис: Чарли Рубин Сценарио: Чарли Рубин и Ворен Лајт                                  | 19. септембар 2006.  | 06001     | 11.57                   |
| Детективи Горен и Имсова истражују смрт ћерке бившег посланика која је пронађена свирепо убијена у својој кући у центру града. Када је још једно убиство имало језиве сличности са случајем низног убиства из прошлости, Горенов повучени ментор Деклан Гејџ стиже у станицу са теоријом да је убица исти онај због ког је он уништио каријериу покушавајући да га ухвати. Међутим, када га је убица исмејао отмицом Имсове, Горен се бори да задржи контролу, а истовремено се суочава са могућношћу да је његов ментор или неко други близак њему отео Имсову. |              |                      |                                     |                                                                                           |                      |           |                         |
| 113 | 2            | "Права љубав"        | Ноберто Барба                       | Синопсис: Дајана Сан Сценарио: Дајана Сан и Ворен Лајт                                    | 26. септембар 2006.  | 06004     | 10.61                   |
| Детективи Логан и Вилерова истражују случај пластичног хирурга женскароша који је погинуо од несреће на мотоциклу. Очигледна несрећа се претворила у убиство пошто је за мотоцикл откривено да је био саботиран, али додатни докази наводе екипу да схвати да је жртва имала недозвољену везу са професорком свог сина. У почетку детективи верују да је љубоморни муж највероватније осумњичен, али убрзо постају сумњичави према жртвином сину Киту. Пред крај се десио мали обрт када се сазнало да су сви умешани у случај имали разлога да почине злочин. Питање је ко? И зашто? |              |                      |                                     |                                                                                           |                      |           |                         |
| 114 | 3            | "Звук сирене"        | Френк Принзи                        | Синопсис: Џули Мартин Сценарио: Џули Мартин и Ворен Лајт                                  | 3. октобар 2006.     | 06005     | 12.18                   |
| Детективи Горен и Имсова истражују свирепо убиство тинејџерке из Хамптонса пронађене мртве у својим колима у Краљичином након ноћне журке. Детективи истражују неугодне породичне односе у вези са очухом убијене девојке, месним полицајцем који је морао да се носи са својом бунтовном ћерком, све време покушавајући да заштити своје најмлађе дете и жену на самрти. Ипак, откриће поруке са мобилног телефона убрзо скреће истрагу у другом правцу, наводећи екипу да истраже жртвиног ожењеног шефа, мужа манекенке који је дуго имао ванбрачну везу са жртвом. Али када се јавио још један наводни љубавник, њихова пажња се окреће другом извору док отпор месне полиције усложава истрагу. На крају је откривено да ју је жртвин очух полицајац убио због секирације коју су жртвине дивље лудорије изазивале њеној мајци на самрти, која има рак. На крају њен убица одлучује да убије Горена, а затим и себе знајући да ће његова жена добити пензију ако се убије пре него што буде оптужен. Горен успева да га разоружа, али пошто је приведен, он је зграбио пиштољ једног полицајца и убио се пред полицијом и ужаснутом породицом. |              |                      |                                     |                                                                                           |                      |           |                         |
| 115 | 4            | "Малтешки крст"      | Џим Мекеј                           | Жаклин Рејнголд                                                                           | 10. октобар 2006.    | 06006     | 11.47                   |
| Детективи Логан и Вилерова истражују када је ватрогасац избоден 22 пута и колабирао пошто је успео да се одвезе до ватрогасне станице. Истрага и испитивање које је уследило доводи их у тучу са ватрогасцима што је довело до саслушања пред начелником за Логана и Вилерову. Прича се враћа на борбу док Логан и Вилерова препричавају своју причу начелнику дајући перспективу борби и суштинским проблемима између СУП-а и ватрогасаца. Показало се да је туча лажни траг и изгледа да је злочин починио могући убица који је поновио злочин када је откривено исто убиство дванаест година раније. Постављају се питања у вези са сексуалним опредељењем жртве након чега је уследила званична истрага и тајна која у коју су укључени његова супруга, колегиница и злочин из мржње који је неко други признао много година раније. |              |                      |                                     |                                                                                           |                      |           |                         |
| 116 | 5            | "Лоши момци"         | Френк Принзи                        | Синопсис: Стефани Сенгупта Сценарио: Џули Мартин, Стефани Сенгупта и Ворен Лајт           | 17. октобар 2006.    | 06003     | 10.99                   |
| Детективи Горен и Имсова истражују позив хитне помоћи који је упутио син богатог и истакнутог историчара рекавши оператеру хитне помоћи његови родитељи неће да се пробуде. Долазе детективи и проналазе човека отрованог, а његова жена се још држи за његов леш. У почетку изгледа да је смрт несрећан случај све док Горен и Имсова нису загребали испод површине. Прво су проверили вртлара са којим је жена варала мужа, али он је ослобођен због вишеструких других веза са женама својих послодаваца током тог временског раздобља. Затим се прст сумње окреће ка жени жртве која је пала у психички слом. Њени зет и свекар (који је мрзе због њене прошлости) ослободили су је сумње је тврдњом да не може да остане чиста довољно дуго да би остварила такве озбиљне планове. Прст сумње убрзо указује на брата жртве, неодговорног човека који је непрестано оскудевао са новцем и који је на ивици да изгуби све и кога је недавно пресекао његов брат и сестра. Ипак, када је и он пронађен мртав, детективи скрећу пажњу на жене двојице мушкараца од којих су обе имале више разлога да желе мртву браћу.                            |              |                      |                                     |                                                                                           |                      |           |                         |
| 117 | 6            | "Лакрдија"           | Кристин Мур                         | Синопсис: Ђина Ђонфридо Сценарио: Ђина Ђонфридо и Ворен Лајт                              | 31. октобар 2006.    | 06007     | 8.47                    |
| Детективи Горен и Имсова путују у Вијетнам да врате осумњиченог који је признао давно нерешено убиство дечје краљице лепоте у Њујорк на суђење. Ипак, Горен сматра да је признање осумњиченог превише предвидљиво, иако се у њему помињу чињенице које су познате само полицији и ужој породици детета. Истрага открива да мајка мртвог детета, њихова сусетка (која је зарађивала на убиству са неколико књига), као и син суседа, сви имају могућу побуду за убиство. Такође је откривено да је првобитну истрагу, четрнаест година раније, покварио истражитељ почетник. Драми је додат и нови ПОТ који се залаже за брзо решење овог дуго нерешеног случаја. |              |                      |                                     |                                                                                           |                      |           |                         |
| 118 | 7            | "Државна граница"    | Бил Л. Нортон                       | Синопсис: Ђина Ђонфридо Сценарио: Ђина Ђонфридо и Ворен Лајт                              | 7. новембар 2006.    | 06002     | 7.39                    |
| Детективи Логан и Вилерова истражују када је истакнути музички продуцент умро испред свог студија за снимање, а кога је очигледно убио пијани возач. У почетку детективи верују да је жртва можда била убијена из разлога повезаних са његовом каријером, али убрзо почињу да сумњају да је то због романтичне везе. Како се истрага наставља, пословни ортаци, незадовољне странке и блиски пријатељи осумњичени су са различитим побудама. На списку осумњичених налазе се друштвено амбициозна млада певачица која је можда имала аферу са жртвом, њен љубоморни муж, ексцентрични избацивач који тежи да постане реп звезда и неугледни власник ноћног клуба. На крају капетан Рос почиње да изблиза истражује случај кроз вероватне осумњичене све док екипа није открила нит врло мало вероватног. |              |                      |                                     |                                                                                           |                      |           |                         |
| 119 | 8            | "Рат у кући"         | Дарнел Мартин                       | Синопсис: Дајана Сан Сценарио: Џули Мартин, Дајана Сан и Ворен Лајт                       | 14. новембар 2006.   | 06009     | 9.14                    |
| Детективи Горен и Имсова позвани су да истраже када је ћерка првог заменика начелника СУП-а нестала на празник Дана захвалности. Истрага се погоршала када је млада жена, војникиња и ветеранка ирачког рата, откривена убијена и бачена на усамљеном месту. Чини се да је њено убиство повезано са терором све док детективи нису загребали испод површине. У међувремену, Горен се бори са личном кризом јер је његова болесна мајка Френсис (коју се појављује први пут у серији) у болници и лечи се од рака и параноичног понашања због чега губи живце и на крају има слом пред детективом Имс и капетаном Росом. |              |                      |                                     |                                                                                           |                      |           |                         |
| 120 | 9            | "Разбијачи"          | Константин Макрис                   | Синопсис: Чарли Рубин Сценарио: Чарли Рубин и Ворен Лајт                                  | 21. новембар 2006.   | 06008     | 9.26                    |
| Када је тело бивше тинејџерске звезде Алвина Стивенса пронађено закопано на Потеровом пољу, Логан и Вилерова покушавају да открију ко би имао побуду да убије младића којег се Вилерино поколење с љубављу сећало као симпатичног штребера Скетера. Истрага их убрзо доводи до дискотека ДВД-а, албанске мафије и још једног детета звезде које никада није наставило са својим животом. |              |                      |                                     |                                                                                           |                      |           |                         |
| 121 | 10           | "Жалосна Врба"       | Том ДиСило                          | Синопсис: Стефани Сенгупта Сценарио: Стефани Сенгупта и Ворен Лајт                        | 28. новембар 2006.   | 06010     | 9.76                    |
| Пошто је популарна интернет влогерка Врба отета током преноса уживо, Логан и Вилерова истражују злочин за који сумњају да се икада догодио. Док покушавају да уђу у траг правим именима Врбе, њеног дечка Холдена и отмичара, неко подиже улог тражећи преко интернета откуп за пар захтевајући од обожавалаца да оду на интернет-страницу да би спасили пар. Истрага се преокренула када је Холденов бивши друг из разреда поделио сценарио који је написао о кибер отмици која је сабласно слична саги о Жалосној врби 17. |              |                      |                                     |                                                                                           |                      |           |                         |
| 122 | 11           | "Светски вашар"      | Стив Шил                            | Синопсис: Жаклин Рејнгод Сценарио: Џули Мартин, Жаклин Рејнголд и Ворен Лајт              | 2. јануар 2007.      | 06012     | 13.38                   |
| Детективи Логан и Вилерова истражују убиство младе пакистанско-америчке студенткиње пронађене убијене испред Унисфере што је изазвало родно насиље између њене породице и породице њеног италијанско-америчког дечка. Током истраге, Логан и Вилерова сазнају да је жртва имала страствен и искрен однос са својим дечком јер је чекала њихово дете и желела да се уда за њега. Нажалост, њени родитељи су већ планирали уговорени брак из етничких разлога, а мајка дечка је оцрњивала њено породично порекло и није желела да њен син буде приморан на брак са неким из иностранства. У почетку, детективи испитују мушкарца са којим се тајно забављала као и његове и жртвине рођаке који нису одобравали све док нису пронашли културолошки и психолошки део који је кључан за састављање непробојне футроле јер случај може превазићи род и постати ствар породичне части. |              |                      |                                     |                                                                                           |                      |           |                         |
| 123 | 12           | "Повластица"         | Џен де Сегонзек                     | Ворен Лајт, Џули Мартин и Сајбан Бајерн О’Конор                                           | 9. јануар 2007.      | 06013     | 11.78                   |
| Детективи Горен и Имсова истражују када су новинарка и њен ортак који предаје јогу пронађени свирепо побијени у њеном стану. Удубљујући се у случај, откривају да је једна од жртава унука угледног имућног човека везаног за кревет и бивша чланица аристократске породице из Њујорка. Горен и Имсова усредсређују се на ожењеног оца 18-месечне ћерке жртве, али како копају дубље, детективи утврђују да ли је злочин био повезан са дубоко укорењеним породичним проблемима, како прошлим тако и садашњим. |              |                      |                                     |                                                                                           |                      |           |                         |
| 124 | 13           | "Албатрос"           | Френк Принзи                        | Синопсис: Марша Хорман Сценарио: Марша Хорман и Ворен Лајт                                | 6. фебруар 2007.     | 06011     | 8.81                    |
| Детективи Горен и Имсова истражују смрт угледног судије убијеног током историјске реконструкције двобоја Бар-Хамилтон пред капетаном Росом. Током истраге, Горен и Имсова су своју сумњу окренули судијском ортаку у двобоју, подмићеном мужу и истакнутом политичару женскарошу ожењеном кандидаткињом за следеће изборе за градоначелника Њујорка. Иако овај човек није у потпуности елиминисан као осумњичени, он нуди покриће које открива да је он био права мета напада. Док истражују све дубље о злочину, Горен и Имсова пребацују могуће осумњичене док нису пронашли нит врло мало вероватног. |              |                      |                                     |                                                                                           |                      |           |                         |
| 125 | 14           | "Репер"              | Џим Мекеј                           | Синопсис: Чарлс Кипс Сценарио: Чарлс Кипс и Ворен Лајт                                    | 13. фебруар 2007.    | 06014     | 8.50                    |
| Детективи Логан и Вилерова истражују убиство младог хип-хоп уметника убијеног док је напуштао радио станицу пошто је завршио интервју и дебитовао са својом најновијом хит песмом. Током истраге, детективи сазнају да је жртва охрабривала своје обожаваоце да пријаве злочине када чују за њих. Касније су разговарали са једним сведоком пронађеним на лицу места који им открива да је он детектив на тајном задатку чија је радна скупина усавршена за злочине у реп свету. Такође их упозорава да пазе на себе. Затим Логан и Вилерова одлучују да се удруже са човеком, али када је он почео да им помаже, сведоци су почели да се појављују мртви. Када је случај постао сложенији, пар почиње да сумња да њихов нови колега ради на погрешној страни закона. |              |                      |                                     |                                                                                           |                      |           |                         |
| 126 | 15           | "Братовљев старатељ" | Кен Гироти                          | Синопсис: Марша Хорман Сценарио: Марша Хорман и Ворен Лајт                                | 20. фебруар 2007.    | 06015     | 9.39                    |
| Детективи Горен и Имсова истражују случај жене познатог телејеванђелисте пронађене убијене након скупа. У почетку је изгледало да је убиство повезано са покушајем уцене, али истрага их убрзо доводи до открића тајанственог ДВД-а и лошег односа између телејеванђелисте и превараната који је можда допринео злочину. У међувремену, Горен сматра да је његова истрага отежана личним проблемима у вези са његовом болесном мајком која је у преломном стању и појавом његовог проблематичног брата Френка који има проблем са дрогом. |              |                      |                                     |                                                                                           |                      |           |                         |
| 127 | 16           | "Тридесет"           | Андреј Белгрејдер и Џин де Сегонзек | Синопсис: Чарли Рубин Сценарио: Чарли Рубин и Ворен Лајт                                  | 27. фебруар 2007.    | 06016     | 9.26                    |
| Детективи Логан и Вилерова истражују када је Џош Лемли, извештач и Логанов пријатељ који га је подржао пошто је био прогнан неколико година раније, дошао у Тешка кривична дела да пријави сопствено убиство. Логан пристаје да помогне свом пријатељу да открије ко је користио полонијум-210 да га отрује, али Лемли не жели да открије целу причу Логану јер није све лепо. И ОПМАТ и ФБИ се укључују док се потрага окреће читавом граду, а и градоначелник и Државна безбедност траже одговоре. |              |                      |                                     |                                                                                           |                      |           |                         |
| 128 | 17           | "Играчи"             | Том ДиСило                          | Синопсис: Питер Блонер Сценарио: Питер Блонер и Ворен Лајт                                | 27. март 2007.       | 06018     | 8.85                    |
| Детективи Логан и Вилерова истражују убиство сина судије пронађеног упуцаног убрзо пошто је озлоглашени реп уметник Калвин "Апокалипто" Лискомб осуђен на суду. У почетку, детективи су своју сумњу окренули ка музичаревом окружењу, али убрзо схватају да злочин можда има више везе са блиским везама жртве међу којима је и син судијиног најбољег пријатеља и установљују да је неко кога су ухапсили можда наредио убиство из освете. У међувремену, Вилерова сазнаје да је њен давно изгубљени отац можда још увек жив и да би могао бити умешан у неке сумњиве послое. |              |                      |                                     |                                                                                           |                      |           |                         |
| 129 | 18           | "Пригушивач"         | Дин Вајт                            | Синопсис: Меригрејс О’Шеј Сценарио: Меригрејс О’Шеј и Ворен Лајт                          | 3. април 2007.       | 06017     | 7.14                    |
| Детективи Горен и Имсова истражују убиство уваженог ушног хирурга пронађеног убијеног у његовој ординацији. Током истраге, Горен и Имсова сазнају да је жртва сведочила у случају који укључује контроверзни кохлеарни уметак и чланове радикалне заједнице глувих. Детективи убрзо скрећу пажњу на другог лекара који је уградио овај електронски уређај беби која је добила заразу и умрла од последица операције. Иако овај лекар није у потпуности елиминисан као осумњичени, он нуди покриће које подстиче Горена да се удружи са детективом који је тумач за наглуве док покушавају да дођу до решења случаја у којем изгледа да нико није вољан да комуницира са њима. |              |                      |                                     |                                                                                           |                      |           |                         |
| 130 | 19           | "Космонауткиња"      | Мајкл Смит                          | Синопсис: Сајбан Бајерн О’Конор Сценарио: Џули Мартин, Сајбан Бајерн О’Конор и Ворен Лајт | 1. мај 2007.         | 06019     | 7.36                    |
| Детективи Горен и Имсова истражују смрт космонауткиње која је пронађена убијена у својој хотелској соби ујутру на скупу за новинаре на ком се промовише надолазеће лансирање шатла. Истрага води Горена и Имсову до љубоморне колегинице, њеног команданта шатла и њеног тренера летења. Пошто изгледа да је објашњење могући љубавни троугао, Горен и Имсова се питају да ли је за то можда крив спољни утицај. |              |                      |                                     |                                                                                           |                      |           |                         |
| 131 | 20           | "Направа"            | Дарнел Мартин                       | Синопсис: Брант Енгелштајн Сценарио: Џули Мартин и Ворен Лајт                             | 8. мај 2007.         | 06020     | 6.94                    |
| Жена која се удала за милијардера завршила је мртва под тајанственим околностима убрзо пошто јој је син умро. Детективи Логан и Вилерова истражују када је одрасли син бивше стриптизете и манекенке и познатог оца милијардера пронађен мртав због прекомерне количине метадона и антидепресива током снимања ријалити програма. Испоставило се да случај има неколико рупа пошто је мајка жртве умрла што је доводи обоје детектива да се плаше за безбедност њене бебе јер верују да је неко отео њено дете. |              |                      |                                     |                                                                                           |                      |           |                         |
| 132 | 21           | "Крај игре"          | Џин де Сегонзек                     | Синопсис: Кејт Рорик, Џули Мартин и Ворен Лајт Сценарио: Кејт Рорик и Ворен Лајт          | 14. мај 2007.        | 06021     | 7.20                    |
| Док се осуђенику на смрт Марку Форду Брејдију ближи крај, он тражи да види детектива Горена у нади да ће му продужити казну и доводи га до скривених бележака у којима су забележени нерешени случајеви и жртве. Када су детективи Имсова и Горен открили идентитете жена и жртава из Брејдијевих споменара, наишли су на познату слику: слику Горенове мајке Френсис. Уз помоћ свог старијег брата Френка, Горен сазнаје забрињавајућу тајну о својој мајци и њеној вези са Брејдијем укључујући и време које су провели заједно девет месеци пре него што је Горен рођен. Горенова мајка умире на клиници, а његов могући отац је погубљен исте недеље. |              |                      |                                     |                                                                                           |                      |           |                         |
| 133 | 22           | "Обнова"             | Ноберто Барба                       | Синопсис: Жаклин Рејнголд Сценарио: Жаклин Рејнголд и Ворен Лајт                          | 21. мај 2007.        | 06022     | 8.85                    |
| Полицијски регрут који је проглашен за јунака пошто је прекинуо пљачку радње пронађен је убијен убрзо након тога. Детективи Логан и Вилерова у почетку сумњају да је то имало везе са регрутовим јунаштвом, али онда откривају да је његова девојка изненада нестала. У међувремену, детектив Логан одлази на састанак са лепом женом коју је упознао из своје зграде, али се превише приближио случају када га је она позвала за други састанак па после била пронађена мртва у близини. Детективка Вилер је позвана у иностранство да надгледа прошли случај на којем је радила док је била са здруженом радном скупином, а детективка Имс ускаче да помогне. |              |                      |                                     |                                                                                           |                      |           |                         |